# ジェイク・シャイナー
ジェイク・マックスウェル・シャイナー（Jake Maxwell Scheiner、1995年8月13日 - ）は、アメリカ合衆国カリフォルニア州サンマテオ出身の元プロ野球選手（内野手、外野手）。右投右打。
愛称は「シャイン」。

## 経歴

### プロ入りとフィリーズ傘下時代
2017年のMLBドラフト4巡目（全体113位）でフィラデルフィア・フィリーズから指名されプロ入り。

### マリナーズ傘下時代
2019年6月2日にジェイ・ブルースとのトレードで、金銭と共にシアトル・マリナーズへ移籍した。
2021年はAA級アーカンソー・トラベラーズでプレーし、105試合に出場して打率.253、18本塁打、60打点を記録した。
2022年もAA級アーカンソー・トラベラーズでプレーし、打率.252、21本塁打、105打点を記録した。
オフにはメキシコのウィンターリーグであるリーガ・メヒカーナ・デル・パシフィコのモンテレイ・サルタンズでプレーした。
2023年はAAA級タコマ・レイニアーズでプレーし、5月にはマイナーリーグ月間最優秀打者を受賞するほどの好調ぶりで、シーズンでは、124試合に出場して打率.252、30本塁打（リーグ1位）、105打点の記録を残し、2023年のマイナーリーグ最優秀打者賞を受賞した。オフにマイナーリーグFAとなった。

### 広島時代
2023年11月17日に広島東洋カープへの入団が発表された。契約金40万ドル（約6000万円）、推定年俸80万ドル（約1億2000万円）。背番号は95。
2024年のオープン戦は打率.111と振るわなかったものの、3月29日の開幕戦（対横浜DeNAベイスターズ）は「8番・一塁手」で先発出場した。翌30日の試合では、守備で一塁線の打球に飛び込んだ際に右手中指を突き指し、途中交代した。その日のうちに横浜市内の病院を受診したところ、右手中指のPIP関節剥離骨折と診断され、翌日に登録抹消となった。4月28日の二軍戦で実戦復帰し、二軍戦34試合で打率.171、2本塁打、7打点を記録し、7月10日に一軍登録された。7月17日の横浜DeNAベイスターズ戦で決勝点となる初本塁打を記録した。7月31日のDeNA戦でスイングした際に左手を痛め途中交代し、翌8月1日に「左手関節尺側根伸筋腱鞘炎TFCC損傷」と診断され、一軍登録を抹消された。9月20日に契約解除のうえウェイバー公示の手続きがとられたことが発表され、27日付けで自由契約公示された。広島では12試合の出場で打率.133、1本塁打、5打点という成績であった。
2025年6月8日に自身のSNSで現役引退を表明した。

## 選手としての特徴
マイナーリーグで30本塁打を放ったパワーを備え、三塁手をメインに一塁手と外野手もこなすユーティリティープレイヤー。自身のプレースタイルについて、「自分は我慢強い打者だと思う。我慢強いが、アグレッシブに行くところはアグレッシブに行く打撃をする。四球を選ぶこともできるし、全方向に打ち返す打撃ができる。長打を打てるというのも特徴だと思うし、あとは得点圏に走者がいる時に打点を挙げることが得意だと思っていて、そういうところも見てもらいたい」と広島入団会見で語っている。

## 詳細情報

### 年度別打撃成績
| 年 度     | 球 団     | 試 合 | 打 席 | 打 数 | 得 点 | 安 打 | 二 塁 打 | 三 塁 打 | 本 塁 打 | 塁 打 | 打 点 | 盗 塁 | 盗 塁 死 | 犠 打 | 犠 飛 | 四 球 | 敬 遠 | 死 球 | 三 振 | 併 殺 打 | 打 率 | 出 塁 率 | 長 打 率 | O P S |
| --------- | --------- | ----- | ----- | ----- | ----- | ----- | -------- | -------- | -------- | ----- | ----- | ----- | -------- | ----- | ----- | ----- | ----- | ----- | ----- | -------- | ----- | -------- | -------- | ----- |
| 2024      | 広島      | 12    | 31    | 30    | 1     | 4     | 1        | 0        | 1        | 8     | 5     | 0     | 0        | 0     | 0     | 1     | 0     | 0     | 9     | 1        | .133  | .161     | .267     | .428  |
| 通算：1年 | 通算：1年 | 12    | 31    | 30    | 1     | 4     | 1        | 0        | 1        | 8     | 5     | 0     | 0        | 0     | 0     | 1     | 0     | 0     | 9     | 1        | .133  | .161     | .267     | .428  |

- 2024年度シーズン終了時

### 年度別守備成績
| 年 度 | 球 団 | 一塁  | 一塁  | 一塁  | 一塁  | 一塁  | 一塁     |
| 年 度 | 球 団 | 試 合 | 刺 殺 | 補 殺 | 失 策 | 併 殺 | 守 備 率 |
| ----- | ----- | ----- | ----- | ----- | ----- | ----- | -------- |
| 2024  | 広島  | 9     | 59    | 2     | 0     | 6     | 1.000    |
| 通算  | 通算  | 9     | 59    | 2     | 0     | 6     | 1.000    |

- 2024年度シーズン終了時

### 記録

#### NPB
初記録
- 初出場・初先発出場：2024年3月29日、対横浜DeNAベイスターズ1回戦（横浜スタジアム）、「8番・一塁手」で先発出場
- 初打席：同上、2回表に東克樹から遊ゴロ
- 初安打：同上、4回表に東克樹から左越二塁打
- 初本塁打・初打点：2024年7月17日、対浜DeNAベイスターズ13回戦（横浜スタジアム）、7回表に東克樹から中越3ラン[13]

### 背番号
- 95（2024年[8][9] - 同年9月26日）